# Gastroptychus (kreeftachtige)
Gastroptychus is een geslacht van kreeftachtigen uit de klasse van de Malacostraca (hogere kreeftachtigen).

## Soorten
- Gastroptychus affinis (Chace, 1942)
- Gastroptychus brachyterus Baba, 2005
- Gastroptychus brevipropodus Baba, 1991
- Gastroptychus laevis (Henderson, 1885)
- Gastroptychus novaezelandiae Baba, 1974
- Gastroptychus paucispina Baba, 1991
- Gastroptychus spinifer (A. Milne Edwards, 1880)
- Gastroptychus sternoornatus (Van Dam, 1933)
- Gastroptychus valdiviae (Balss, 1913)

### Synoniemen
- Gastroptychus cavimurus Baba, 1977 => Sternostylus cavimurus (Baba, 1977)
- Gastroptychus chacei Baba, 1986 => Uroptychus chacei (Baba, 1986)
- Gastroptychus defensa (Benedict, 1902) => Gastroptychus defensus (Benedict, 1902) => Sternostylus defensus (Benedict, 1902)
- Gastroptychus defensus (Benedict, 1902) => Sternostylus defensus (Benedict, 1902)
- Gastroptychus formosus (Filhol, 1884) => Sternostylus formosus (Filhol, 1884)
- Gastroptychus hawaiiensis Baba, 1977 => Sternostylus hawaiiensis (Baba, 1977)
- Gastroptychus hendersoni (Alcock & Anderson, 1899) => Sternostylus hendersoni (Alcock & Anderson, 1899)
- Gastroptychus iaspis Baba & Haig, 1990 => Sternostylus iaspis (Baba & Haig, 1990)
- Gastroptychus investigatoris (Alcock & Anderson, 1899) => Sternostylus investigatoris (Alcock & Anderson, 1899)
- Gastroptychus meridionalis de Melo-Filho & de Melo, 2004 => Sternostylus meridionalis (de Melo-Filho & de Melo, 2004)
- Gastroptychus milneedwardsi (Henderson, 1885) => Sternostylus milneedwardsi (Henderson, 1885)
- Gastroptychus perarmatus (Haig, 1968) => Sternostylus perarmatus (Haig, 1968)
- Gastroptychus rogeri Baba, 2000 => Sternostylus rogeri (Baba, 2000)
- Gastroptychus salvadori Rice & Miller, 1991 => Sternostylus salvadori (Rice & Miller, 1991)
- Gastroptychus spinirostris Ahyong & Poore, 2004 => Uroptychus spinirostris (Ahyong & Poore, 2004)